# UCI-Cyclocross-Saison 2020/21
Die Cyclocross-Saison 2020/2021 reichte vom 1. August 2020 bis zum 28. Februar 2021. Sie bestand aus den im internationalen UCI-Kalender registrierten Cyclocrossrennen. Die Corona-Pandemie erzwang die Absage der Mehrzahl der Rennen, der nordamerikanische Rennkalender entfiel vollständig.

## Klassifikation
Der internationale Cyclocross-Kalender umfasste folgenden Rennklassen (siehe auch UCI-Kategorie):
- die Weltmeisterschaften (CM) Ende Januar;
- die kontinentalen Meisterschaften, diese Saison ausschließlich in Europa (CC);
- die nationalen Meisterschaften (CN), die über die Saison verteilt stattfanden, meist aber Anfang Januar;
- die 5 Rennen des Weltcups 2020/2021 (CDM);
- zahlreiche weitere Rennen der Klassen C1 und C2.

Die C1- und C2-Rennen gehörten oft nationalen Rennserien an, worunter die Superprestige-Serie und X²O Trofee in Belgien hervorstachen. Daneben gab es weitere Rennen auf den nationalen Kalendern der einzelnen Radsportverbände, die an dieser Stelle nicht berücksichtigt sind.

## Kalender
Die untenstehende Liste führt die Weltcup-Rennen sowie die der Klassen C1 und C2 auf, die in der Regel bei Männern und Frauen durchgeführt wurden. Es sind nur die Sieger der Kategorie Elite genannt.
| Datum         | Ort            | Rennen                                                          | Klasse | Sieger                 | Siegerin                   |
| ------------- | -------------- | --------------------------------------------------------------- | ------ | ---------------------- | -------------------------- |
| 13. Sep. 2020 | Baden          | Süpercross Baden (EKZ CrossTour #1)                             | C1     | Lars Forster           | Elisabeth Brandau          |
| 26. Sep. 2020 | Lokeren        | Rapencross (Ethias Cross)                                       | C2     | Eli Iserbyt            | Aniek van Alphen           |
| 26. Sep. 2020 | Mladá Boleslav | Toi Toi Cup #1                                                  | C2     | Michael Boroš          | Sara Casasola              |
| 27. Sep. 2020 | Holé Vrchy     | Toi Toi Cup #2                                                  | C2     | Lander Loockx          | Sara Casasola              |
| 3. Okt. 2020  | Kruibeke       | Polderscross Kruibeke (Ethias Cross)                            | C2     | Toon Aerts             | Lucinda Brand              |
| 10. Okt. 2020 | Täby           | CX Täby Park                                                    | C2     | Gianni Siebens         | Suzanne Verhoeven          |
| 11. Okt. 2020 | Gieten         | Veldrit Gieten (Superprestige #1)                               | C1     | Toon Aerts             | Ceylin del Carmen Alvarado |
| 11. Okt. 2020 | Steinmaur      | Internationales Radquer Steinmaur                               | C2     | Kevin Kuhn             | Maghalie Rochette          |
| 11. Okt. 2020 | Stockholm      | Stockholm Cyclocross                                            | C2     | Steve Chainel          | Suzanne Verhoeven          |
| 11. Okt. 2020 | Sueca          | Trofeu de Ciclocross Sueca (Copa de España #1)                  | C2     | Felipe Orts            | Lucía González             |
| 17. Okt. 2020 | Beringen       | Be-Mine Cross (Ethias Cross)                                    | C2     | Toon Aerts             | Denise Betsema             |
| 18. Okt. 2020 | Bern           | EKZ CrossTour #2                                                | C1     | Michael Vanthourenhout | Denise Betsema             |
| 24. Okt. 2020 | Ruddervoorde   | Cyclocross Ruddervoorde (Superprestige #2)                      | C1     | Eli Iserbyt            | Ceylin del Carmen Alvarado |
| 31. Okt. 2020 | Oudenaarde     | Koppenbergcross (X²O Trofee #1)                                 | C1     | Eli Iserbyt            | Annemarie Worst            |
| 11. Nov. 2020 | Niel           | Jaarmarktcross Niel (Superprestige #3)                          | C1     | Laurens Sweeck         | Lucinda Brand              |
| 14. Nov. 2020 | Leuven         | Stellacross (Ethias Cross)                                      | C1     | Laurens Sweeck         | Ceylin del Carmen Alvarado |
| 17. Nov. 2020 | Rýmařov        | Toi Toi Cup #3                                                  | C2     | Michael Boroš          | Kata Blanka Vas            |
| 22. Nov. 2020 | Gościęcin      | Bryksy Cross Gościęcin                                          | C2     | Marek Konwa            | Kata Blanka Vas            |
| 22. Nov. 2020 | Takashima      | Kansai Cyclo Cross Makino Round                                 | C2     | Hijiri Oda             | Miho Imai                  |
| 22. Nov. 2020 | Merksplas      | Aardbeiencross (Superprestige #4)                               | C2     | Michael Vanthourenhout | Lucinda Brand              |
| 22. Nov. 2020 | Jičín          | Toi Toi Cup #4                                                  | C2     | Jakob Dorigoni         | Joyce Vanderbeken          |
| 28. Nov. 2020 | Trnava         | Grand Prix Trnava                                               | C2     | Lander Loockx          | Amira Mellor               |
| 28. Nov. 2020 | Kortrijk       | Urban Cross Kortrijk (X²O Trofee #2)                            | C2     | Eli Iserbyt            | Lucinda Brand              |
| 29. Nov. 2020 | Tábor          | Cyklokros Tábor (Weltcup #1)                                    | CDM    | Michael Vanthourenhout | Lucinda Brand              |
| 29. Nov. 2020 | Podbrezová     | Grand Prix Podbrezová                                           | C2     | Lander Loockx          | Amira Mellor               |
| 6. Dez. 2020  | Topoľčianky    | Grand Prix Topoľčianky                                          | C2     | Mathieu Morichon       | Anaïs Morichon             |
| 6. Dez. 2020  | Boom           | Schorrecross (Superprestige #5)                                 | C2     | Eli Iserbyt            | Lucinda Brand              |
| 12. Dez. 2020 | Antwerpen      | Scheldecross (X²O Trofee #3)                                    | C1     | Mathieu van der Poel   | Denise Betsema             |
| 12. Dez. 2020 | Xàtiva         | Ciclo-cross Ciudad de Xàtiva (Copa de España #2)                | C2     | Felipe Orts            | Lucía González             |
| 12. Dez. 2020 | Kolín          | Toi Toi Cup #5                                                  | C2     | Marek Konwa            | Pavla Havlíková            |
| 13. Dez. 2020 | Gavere         | Cyclocross Gavere (Superprestige #6)                            | C1     | Thomas Pidcock         | Lucinda Brand              |
| 13. Dez. 2020 | Valencia       | Cyclocross Internacional Ciudad de Valencia (Copa de España #3) | C2     | Felipe Orts            | Lucía González             |
| 20. Dez. 2020 | Namur          | Citadelcross (Weltcup #2)                                       | CDM    | Mathieu van der Poel   | Lucinda Brand              |
| 22. Dez. 2020 | Essen          | Cyclocross Essen (Ethias Cross)                                 | C1     | Mathieu van der Poel   | Marianne Vos               |
| 23. Dez. 2020 | Herentals      | Herentals Crosst (X²O Trofee #4)                                | C2     | Wout van Aert          | Ceylin del Carmen Alvarado |
| 26. Dez. 2020 | Zolder         | Cyclocross Zolder (Superprestige #7)                            | C1     | Mathieu van der Poel   | Lucinda Brand              |
| 27. Dez. 2020 | Dendermonde    | Ambiancecross (Weltcup #3)                                      | CDM    | Wout van Aert          | Lucinda Brand              |
| 30. Dez. 2020 | Bredene        | Sylvestercross Bredene (Ethias Cross)                           | C2     | Mathieu van der Poel   | Kata Blanka Vas            |
| 1. Jan. 2021  | Baal           | GP Sven Nys (X²O Trofee #5)                                     | C1     | Mathieu van der Poel   | Ceylin del Carmen Alvarado |
| 2. Jan. 2021  | Troyes         | Troyes Cyclocross International                                 | C1     | David van der Poel     | Lauriane Duraffourg        |
| 2. Jan. 2021  | Gullegem       | Cyclocross Gullegem                                             | C2     | Mathieu van der Poel   | Kata Blanka Vas            |
| 2. Jan. 2021  | Hittnau        | Radquer Hittnau (EKZ CrossTour #3)                              | C1     | Kevin Kuhn             | Christine Majerus          |
| 3. Jan. 2021  | Hulst          | Poldercross (Weltcup #4)                                        | CDM    | Mathieu van der Poel   | Denise Betsema             |
| 16. Jan. 2021 | Mol            | Zilvermeercross                                                 | C1     | Wout van Aert          | Lucinda Brand              |
| 23. Jan. 2021 | Hamme          | Flandriencross (X²O Trofee #6)                                  | C1     | Mathieu van der Poel   | Ceylin del Carmen Alvarado |
| 24. Jan. 2021 | Overijse       | Druivencross (Weltcup #5)                                       | CDM    | Wout van Aert          | Ceylin del Carmen Alvarado |
| 6. Feb. 2021  | Middelkerke    | Noordzeecross (Superprestige #8)                                | C1     | Laurens Sweeck         | Denise Betsema             |
| 7. Feb. 2021  | Lille          | Krawatencross (X²O Trofee #7)                                   | C1     | Laurens Sweeck         | Ceylin del Carmen Alvarado |
| 13. Feb. 2021 | Eeklo          | GP Stad Eeklo (Ethias Cross)                                    | C2     | Quinten Hermans        | Denise Betsema             |
| 14. Feb. 2021 | Brüssel        | Brussels Universities Cross (X²O Trofee #8)                     | C1     | Toon Aerts             | Ceylin del Carmen Alvarado |
| 20. Feb. 2021 | Sint-Niklaas   | Waaslandcross (Ethias Cross)                                    | C2     | Eli Iserbyt            | Denise Betsema             |
| 21. Feb. 2021 | Oostmalle      | Internationale Sluitingsprijs                                   | C1     | Laurens Sweeck         | Denise Betsema             |

## Wertungen
| Serie          | Land          | Sieger        | Siegerin        |
| -------------- | ------------- | ------------- | --------------- |
| Weltcup        | international | Wout van Aert | Lucinda Brand   |
| Superprestige  | Belgien       | Toon Aerts    | Lucinda Brand   |
| X²O Trofee     | Belgien       | Eli Iserbyt   | Lucinda Brand   |
| EKZ CrossTour  | Schweiz       | Kevin Kuhn    | Nicole Koller   |
| Copa de España | Spanien       | Felipe Orts   | Lucía González  |
| Toi Toi Cup    | Tschechien    | Michael Boroš | Karla Štěpánová |

## Meisterschaften

### Welt- und Kontinentalmeisterschaften
| Bereich               | Datum             | Ort              | Meister              | Meisterin                  |
| --------------------- | ----------------- | ---------------- | -------------------- | -------------------------- |
| Weltmeisterschaften   | 30.–31. Jan. 2021 | Ostende          | Mathieu van der Poel | Lucinda Brand              |
| Europameisterschaften | 7.–8. Nov. 2020   | ’s-Hertogenbosch | Eli Iserbyt          | Ceylin del Carmen Alvarado |

### Nationale Meisterschaften
| Land        | Datum         | Ort          | Landesmeister        | Landesmeisterin       |
| ----------- | ------------- | ------------ | -------------------- | --------------------- |
| Belgien     | 10. Jan. 2021 | Meulebeke    | Wout van Aert        | Sanne Cant            |
| Dänemark    | 10. Jan. 2021 | Aarhus       | Sebastian Fini       | Caroline Bohé         |
| Deutschland | 3. Okt. 2021  | Auenheim     | Marcel Meisen        | Elisabeth Brandau     |
| Estland     | 24. Okt. 2020 | Elva         | Martin Loo           | Mari-Liis Mõttus      |
| Finnland    | 31. Okt. 2020 | Vantaa       | Antti-Jussi Juntunen | Anniina Ahtosalo      |
| Frankreich  | 10. Jan. 2021 | Pontchâteau  | Clément Venturini    | Amandine Fouquenet    |
| Italien     | 10. Jan. 2021 | Lecce        | Gioele Bertolini     | Alice Maria Arzuffi   |
| Japan       | 29. Nov. 2020 | Iiyama       | Toki Sawada          | Miho Imai             |
| Litauen     | 25. Okt. 2020 | Panevėžys    | Domas Manikas        | Akvilė Gedraitytė     |
| Österreich  | 10. Jan. 2021 | Pernitz      | Daniel Federspiel    | Nadja Heigl           |
| Polen       | 24. Jan. 2021 | Włoszakowice | Marek Konwa          | Barbara Borowiecka    |
| Portugal    | 21. Feb. 2021 | Anadia       | Mario Costa          | Ana Mafalda Sá Santos |
| Russland    | 25. Okt. 2020 | Ischewsk     | Stanislaw Antonow    | Jelena Gogolewa       |
| Schweiz     | 10. Jan. 2021 | Hittnau      | Kevin Kuhn           | Nicole Koller         |
| Slowakei    | 5. Dez. 2020  | Topoľčianky  | Matej Ulík           | Tereza Kurnická       |
| Spanien     | 10. Jan. 2021 | Torrelavega  | Felipe Orts          | Lucía González        |
| Tschechien  | 9. Jan. 2021  | Jabkenice    | Michael Boroš        | Pavla Havlíková       |
| Ungarn      | 10. Jan. 2021 | Miskolc      | Zsolt Búr            | Kata Blanka Vas       |